# Puchar Ligi Polskiej w futsalu
Puchar Ligi Polskiej w futsalu - jedyna edycja została rozegrana w sezonie 2003/2004. Turniej został zorganizowany w Chojnicach; uczestniczyły w nim drużyny, które zajęły miejsca na podium I ligi w sezonie 2003/2004. Zdobywcą Pucharu Ligi został Baustal Kraków. 

## Puchar Ligi Polskiej 2003/2004

### Tabela
| Lp. | Drużyna          | M | Pkt. | Z | R | P | B+ | B– | +/– |
| --- | ---------------- | - | ---- | - | - | - | -- | -- | --- |
| 1.  | Baustal Kraków   | 2 | 6    | 2 | 0 | 0 | 5  | 2  | +3  |
| 2.  | Clearex Chorzów  | 2 | 1    | 0 | 1 | 1 | 5  | 6  | -1  |
| 3.  | Holiday Chojnice | 2 | 1    | 0 | 1 | 1 | 5  | 7  | -2  |

### Mecze
| 16 maja 2004 | Baustal Kraków                | 3:1   | Holiday Chojnice |  |
| 15:00        | Marzec 19' · Bębenek 20', 27' | (2:0) | 22' Widzicki     |  |

| 16 maja 2004 | Holiday Chojnice                                           | 4:4   | Clearex Chorzów                                      |  |
| 16:15        | Broner 13' · Warszawski 18' · Cirkowski 22' · Borowski 33' | (2:2) | 6' Kasprzyk · 15' Miozga · 24' Jasiński · 40' Szłapa |  |

| 16 maja 2004 | Baustal Kraków   | 2:1   | Clearex Chorzów |  |
| 17:30        | Księżyc 10', 29' | (1:1) | 13' Pięta       |  |